# Renauldia chilensis
Renauldia chilensis är en bladmossart som beskrevs av Thériot 1926. Renauldia chilensis ingår i släktet Renauldia och familjen Pterobryaceae. Inga underarter finns listade i Catalogue of Life.